# Джей Робінсон
Джей Ро́бінсон (англ. Jay Robinson; нар. 15 березня 2007) — англійський футболіст, нападник клубу «Саутгемптон».

## Клубна кар'єра
Вихованець академії клубу «Саутгемптон». 19 липня 2024 року підписав з клубом свій перший професіональний контракт. 12 квітня 2025 року дебютував в основному складі «Лестер Сіті» в матчі Прем'єр-ліги проти «Астон Вілли», вийшовши на заміну Матеушу Фернандішу. 17 квітня 2025 року підписав з клубом новий чотирирічний контракт. Таким чином став 11-им наймолодшим гравцем клубу в Прем'єр-лізі. За підсумками сезону його команда вибула з еліти.
9 серпня 2025 року в матчі проти «Рексема» дебютував у Чемпіоншипі. 17 серпня 2025 в поєдинку Чемпіоншипу проти клубу «Іпсвіч Таун» забив свій перший гол у професіональній кар'єрі.

## Кар'єра в збірній
Виступав за збірні Англії до 16, до 17, до 18 років.

## Статистика виступів
Станом на 17 серпня 2025
| Клуб              | Сезон             | Чемпіонат         | Чемпіонат | Чемпіонат | Кубок | Кубок | Кубок ліги | Кубок ліги | Єврокубки | Єврокубки | Інші  | Інші | Всього | Всього |
| Клуб              | Сезон             | Дивізіон          | Матчі     | Голи      | Матчі | Голи  | Матчі      | Голи       | Матчі     | Голи      | Матчі | Голи | Матчі  | Голи   |
| ----------------- | ----------------- | ----------------- | --------- | --------- | ----- | ----- | ---------- | ---------- | --------- | --------- | ----- | ---- | ------ | ------ |
| Саутгемптон       | 2024–25           | Прем'єр-ліга      | 4         | 0         | 0     | 0     | 0          | 0          | –         | –         | –     | –    | 4      | 0      |
| Саутгемптон       | 2025–26           | Чемпіоншип        | 2         | 1         | 0     | 0     | 0          | 0          | –         | –         | –     | –    | 2      | 1      |
| Всього за кар'єру | Всього за кар'єру | Всього за кар'єру | 6         | 1         | 0     | 0     | 0          | 0          | 0         | 0         | 0     | 0    | 6      | 1      |